# Ekkehard Willenberg
Ekkehard Willenberg (* 1943 in Schlesien) ist ein deutscher Chirurg und Neurochirurg.

## Leben
Ekkehard Willenberg wurde in Schlesien geboren. 1945 flüchtete die Familie am Ende des Zweiten Weltkriegs nach Mitteldeutschland. Ekkehard besuchte die Grund- und Oberschule in Bitterfeld. 1961 legte er sein Abitur ab. Vor dem Studium der Medizin absolvierte er das in der DDR damals obligatorische Praktische Jahr in Brandenburg an der Havel. Von 1962 bis 1964 absolvierte er den vorklinischen Teil des Studiums an der Universität Bukarest, den klinischen Teil an der Universität Rostock von 1964 bis 1968. Nach seinem Abschluss war er zwei Jahre als Truppenarzt und ein Jahr als Schiffsarzt tätig, bevor er 1971 eine Weiterbildung zum Facharzt für Chirurgie an der Medizinischen Akademie Magdeburg begann. Willenberg promovierte 1975 und begann eine Spezialisierung in Neurochirurgie, die er 1977 mit dem Facharzt für Neurochirurgie abschloss. 1978 wurde er für das Fach Neurochirurgie an der Medizinischen Akademie in Magdeburg habilitiert und 1984 zum Ordinarius für Neurochirurgie berufen. Er leitete die Abteilung für Neurochirurgie an der Klinik für Chirurgie unter Peter Heinrich bis 1987, als er aus der DDR flüchtete.
Ekkehard Willenberg hatte mit seiner Frau Maria, einer Ungarin, zwei Kinder. Im Oktober 1987 nutzte er mit seiner Tochter Christiane eine durch die Behörden der DDR genehmigte medizinische Behandlung in West-Berlin zu einer mit der Familie abgesprochenen und lange vorbereiteten Flucht aus der DDR. Erst 1988 war die Familie nach Ausreise seiner Frau und des Sohnes Thorsten Andreas in der Bundesrepublik Deutschland wieder vereint.
Die Erlebnisse dieser Zeit schilderte er im 1991 veröffentlichten Buch Unser Brot schmeckt anders. Mein Weg von Deutschland nach Deutschland. zu welchem Hanna-Renate Laurien ein Vorwort schrieb. Sie hatte Ekkehard Willenberg im Zusammenhang mit der Behandlung eines Mitarbeiters kennengelernt und entwickelte eine persönliche Beziehung zur Familie Willenberg.
Die vakante Stelle an der Magdeburger Hochschule wurde durch Berufung des Berliners Siegfried Vogel neu besetzt, der jedoch bereits 1989 wieder an die Charité zurückging.
Willenberg arbeitete im Westen Deutschlands als Chirurg an verschiedenen Kliniken, jedoch nie wieder an einer Hochschule.

## Schriften

### Wissenschaftliche Arbeiten
- Beitrag zur Pathogenese des Mallory-Weiss-Syndroms und der Exulceratio simplex (Dieulafoy). Dissertation. Medizinische Akademie Magdeburg, 1974
- Experimentelle Studie über die Anwendung des Gewebeklebers Fimomed 1hn® (Fimomed) (Alpha-n-Butyl-Zyanoakrylat) zum therapeutischen Gefässverschluss, insbesondere zum Verschluss von Karotis-interna-Sinus-cavernosus-Fisteln, auf endovasalem Wege. Dissertation B. Medizinische Akademie Magdeburg, 1978
- P. Heinrich, R. Oschatz, E. Willenberg: Arterienverletzungen Urban & Fischer, München / Leipzig 1982, ISBN 3-541-10711-1.
- mit J. Morenz, S. Krumbholz, G. Barthel und M. Herrmann: Bacteriostatic behavior of the tissue adhesive Fimomed (n-butyl-alpha-cyanoacrylate). In: Zentralbl Neurochir. Band 39, 1978, S. 103–107. PMID 664986
- mit S. Krumbholz und H. E. Vitzthum: Historisches und Aktuelles in der Behandlung von Karotis interna-Sinus cavernosus-Fisteln. In: Neurochirurgia. Band 25, 1982, S. 7–10. PMID 7110490, doi:10.1055/s-2008-1053946
- mit K. Dietzmann, B. Winkelmann und B. Franke: Value of muscle biopsy in the assessment of the prognosis of brachial plexus paralysis. In: Zentralbl Neurochir. Band 48, 1987, S. 50–55. PMID 3618003
- mit A. Franke, R. Kehrbein, B. Gaede und H. E. Vitzthum: Non-Hodgkin lymphoma (NHL) as a primary finding in the central nervous system. In: Zentralbl Neurochir. Band 47, 1986, S. 125–130. PMID 3765957
- mit P. Burger und H. Mugrauer: Pattern of injury following falls from great heights. In: Beitr Orthop Traumatol. Band 31, 1984, S. 108–113. PMID 6732725
- mit P. Heinrich, W. Wagemann und R. Minda: External carotid artery plasty in combination with extra-intracranial microanastomosis in the surgical therapy of cerebrovascular insufficiency. In: Zentralbl Neurochir. Band 44, 1983, S. 7–10. PMID 6190331
- mit M. Rosenkranz: Epidural hematoma and traumatic thrombosis of the internal carotid artery on the same side. In: Zentralbl Chir. Band 107, 1982, S. 1112–1115. PMID 7164622
- mit I. Wiswe, J. Credo und B. Liczkowski: Incidence and problems of head injuries incurred under the influence of alcohol. In: Zentralbl Chir. Band 107, 1982, S. 1106–1111. PMID 7164621
- mit S. Krumbholz und G. Berge: Possibilities and limits of microsurgery in neurosurgery. Z Arztl Fortbild (Jena) 75 (1981), S. 674–675. PMID 7345752
- mit S. Krumbholz, J. Credo, J. Wiswe und E. Vitzthum: Morbidity and mortality of skull-brain traumas in a middle-sized industrial city. A 5 year study. In: Zentralbl Neurochir. Band 42, 1981, S. 263–274. PMID 7340314
- mit S. Krumbholz und H. Winkelmann: Surgical treatment of occlusive intracranial cerebrovascular disorders. In: Zentralbl Chir. Band 106, 1981, S. 526–532. PMID 7257638
- mit R. Minda und S. Krumbholz: Technical experiences in vascular anastomoses using a microscope. In: Zentralbl Chir. Band 106, 1981, S. 564–567. PMID 7020285
- mit K. H. Reps, G. Strauchmann und S. Krumbholz: Measurement of polymerization heat of the tissue adhesive Fimomed (alpha-n-butylcyanoacrylate) produced in the GDR. In: Z Exp Chir. Band 12, 1979, S. 383–388. PMID 547539
- mit D. Kaliski und S. Krumbholz: Justification of bitemporal decompressive trepanation with duroplasty in severe closed craniocerebral injury. In: Zentralbl Neurochir. Band 39, 1978, S. 191–196. PMID 735581
- mit S. Krumbholz und G. Barthel: Tissue adhesives for the closing of defects involving large cerebral veins. In: Zentralbl Chir. Band 103, 1978, S. 445–446. PMID 664955

### Belletristik
- Unser Brot schmeckt anders. Mein Weg von Deutschland nach Deutschland. F. A. Herbig, München 1991, ISBN 3-7766-1668-7.